# Élection présidentielle béninoise de 1996
L'élection présidentielle béninoise de 1996 s'est déroulé le 3 mars 1996, avec un second tour le 18 mars 1996.

## Résultats
| Candidats                | Candidats                | Partis                                               | Premier tour | Premier tour | Second tour | Second tour |
| Candidats                | Candidats                | Partis                                               | Voix         | %            | Voix        | %           |
| ------------------------ | ------------------------ | ---------------------------------------------------- | ------------ | ------------ | ----------- | ----------- |
|                          | Mathieu Kérékou          | Front d'action pour le renouveau et le développement | 567 084      | 33,94        | 999 453     | 52,49       |
|                          | Nicéphore Soglo          | Renaissance du Bénin                                 | 596 371      | 35,69        | 904 626     | 47,51       |
|                          | Adrien Houngbédji        | Parti du renouveau démocratique                      | 329 364      | 19,71        |             |             |
|                          | Bruno Amoussou           | Parti social-démocrate                               | 129 731      | 7,76         |             |             |
|                          | Pascal Fontondji         | Parti communiste du Bénin                            | 17 977       | 1,08         |             |             |
|                          | Lionel Agbo              | Indépendant                                          | 15 418       | 0,92         |             |             |
|                          | Léandre Djagoué          | Indépendant                                          | 15 079       | 0,90         |             |             |
|                          |                          |                                                      |              |              |             |             |
| Votes valides            | Votes valides            | Votes valides                                        | 1 671 024    | 75,55        | 1 904 079   | 97,20       |
| Votes blancs et nuls     | Votes blancs et nuls     | Votes blancs et nuls                                 | 540 653      | 24,45        | 54 776      | 2,80        |
| Total                    | Total                    | Total                                                | 2 211 677    | 100          | 1 958 855   | 100         |
| Abstention               | Abstention               | Abstention                                           | 306 293      | 12,16        | 565 407     | 22,40       |
| Inscrits / participation | Inscrits / participation | Inscrits / participation                             | 2 517 970    | 87,84        | 2 524 262   | 77,60       |